# 빙어
빙어(氷魚, 학명: Hypomesus nipponensis)는 바다빙어목 바다빙어과에 속한다.

## 특징

### 몸의 특징
빙어는 식용이 가능한 물고기이며, 몸길이 15cm 가량으로 가늘고 길다. 아래턱이 나오고 등지러미 뒤쪽에 기름지느러미가 있다. 몸빛은 담회색 바탕에 황색을 띠고 몸 옆에 회색의 세로띠가 있다.

### 서식지와 생태
빙어는 순수한 민물에 사는 종류, 염분이 어느 정도 섞여 있는 곳에서 사는 종류, 강과 바다를 회유하는 종류의 세 가지로 나뉜다. 알에서 나온 어린 빙어는 몸길이가 약 3cm로 자라면 바다로 간다. 보통 바다에서 1년 정도 지나 몸길이가 10cm쯤 되면 다시 민물에 올라와 알을 낳는다. 주로 동물성 플랑크톤을 먹고 산다. 1년 정도 자란 빙어는 1-2월경에 수심 20-30m의 바닥에 알을 낳아 모래나 물풀에 붙여 놓는다. 알은 수온 9 °C 정도에서 25-30일 정도 지나면 부화한다. 어미는 알을 낳고 난 뒤 점차 여위다가, 5-6월경이 되면 체력이 회복되지만, 7-8월경에 죽는다. 그러나 20-30% 정도는 살아남아 다시 산란한다. 빙어는 강가에서는 여름에는 수온이 낮은 깊은 곳에서 살아가며, 수온이 낮은 겨울에는 수면 가까이 올라온다.

### 뛰어난 적응능력
빙어는 수질 적응 능력이 매우 뛰어나므로 수온만 맞으면 수질이 어떠해도 생존할 수 있다.

## 참고사항
참고로 빙어는 이때까지 1급수에서만 생활을 하는 어종으로 알려져 있었는데, 2009년 2월 4일자 KBS 소비자고발에서 그 진실이 알려져 큰 파장이 있었다. 당시 소비자고발에서는 다음과 같이 보도하였다.
| “ | 맑고, 깨끗한 물에서만 산다는 인식 때문에 특히 빙어를 회로 먹는 소비자들이 많다. 그런데 빙어가 오염된 물에서도 잘 산다는 충격적인 제보가 들어왔다. 현장을 찾은 결과 농업용수로도 쓸 수 없을 만큼 오염된 물에서 빙어를 잡는 어부들을 만날 수 있었다. 빙어들을 채취해 조사해본 결과 중금속인 수은과 비소가 검출됐다. | ” |